# Grisebachia parviflora
Grisebachia parviflora là một loài thực vật có hoa trong họ Thạch nam. Loài này được (Klotzsch) Druce mô tả khoa học đầu tiên năm 1916.